# Foulness Island
Foulness Island ist eine Insel im Parish Foulness in der englischen Grafschaft Essex, im Mündungsbereich der Flüsse Crouch und Roach. Im Jahr 2011 hatte es eine Bevölkerung von 151.